# シグマ・MC73
シグマ・MC73は、1973年（昭和48年）にシグマオートモーティブ（現在のサードの母体）が設計・開発を行ったレーシングカーである。

## マシン概要
MC73は、富士グランチャンピオンレース（通称富士GC、グラチャン）用に開発された二座席レーシングカーのシグマ・GC73を基に、国際自動車連盟が主催するメイクス世界選手権の参加規定に対応したプロトタイプ・スポーツカーとして開発されたもので、日本のチームとして初めてル・マン24時間に挑戦したことで知られ、映画「栄光のル・マン」にも一瞬ではあるが走行シーンの中に見ることが出来る。
なお、基本モデルのシグマ・GC73は、1977年シーズン末まで合計5シーズン富士GCに連続参戦した。
マシン概要に関しては、基本モデルのGC73をベースに解説を行う。ちなみにMCは「メイクスチャンピオン」の略。

### 開発の背景
1972年に生沢徹が富士GC用に、ヨーロッパから2,000ccエンジンを搭載したスポーツカーのGRD-S72を購入した。このマシンのメンテナンスをシグマオートモーティブが行うことになった。
当時のGCは、富士スピードウェイの6kmのコースを使用していた。このコースの特徴は、長いストレート（約1.6km）とそれに続く30度バンクを持つ世界屈指の超高速サーキットであった。
ヨーロッパでは、このような構成をもったサーキットで2,000ccのスポーツカーレースは開催されていなかった。そのため富士GCに参戦するマシンは、30度バンクの対応が要求されていた。30度バンクでは、過大な重力加速度がシャーシにかかりサスペンションストロークが目いっぱい収縮する。その結果、シャーシがバンク路面に接触するという課題が発生していた。
この課題に対して一般的に採られていた対応策は、
- サスペンションバネレートをあげる（サスペンションの動きを制限する）
- パッカ硬度を上げる（実質的なバネレートを強化する）
- シャーシ底面にアルミの摺り板を取り付け
- シャーシがバンクで路面に接触する箇所をカットする

等といった対応を実施した。
しかしながら、上記のバンク対応方法を採用すると、サスペンションのロールセンターの高さが設計値より高くなりコーナーリング性能の低下という課題が発生した。
またGRD-S72単独の課題としては、ライバルマシンのシェブロンB21/ローラT290よりトレッドが広いという特徴があった。このトレッドの広さが、ヨーロッパの低速サーキットではコーナリング性能を向上させたが、富士では車幅が広くなり、ストレートでの空気抵抗（ドラッグ）が増加し最高速度がライバル車より遅くなり、ラップタイムが低下すると考えられた。
そこでシグマは、1973年用にGRD-S72構造を参考にしたオリジナルマシンのGC73を開発し、高速の富士でのストレートの速さとヨーロッパの低速サーキットのコーナリング性能のよさの両方を満足させることを目標としたGC73やMC73を設計した。
なおGC73やMC73の設計者である小野昌朗は「GRDの影響はゼロではないが、当時のレーシングカーは基本的にすべて同じ構造。パッケージやサスの部品はシグマの完全オリジナル」と語っている。

### 基本構成

#### シャーシ
GRD-S72と同じ方式のツインチューブアルミモノコックを採用。エンジンマウントもGRD-S72と同じスペースフレームによる方式であった。
サスペンション方式もGRD-S72と同じ方式を採用。但し、アルミモノコック強度はGRD-S72より向上させ、サスペンションはジオメトリを全面的に見直して富士の30度バンク対応を実施した。

#### ボディカウル
GRD-S72はウエッジシェイプのボディカウルを採用し、ボディカウル全体でダウンフォースを確保し、不足するダウンフォースをハイマウントされたリアウイングで確保する空力対応であった。
これに対してシグマは、GRD-S72より前面投影面積を減少させフロント荷重を確保するためにフロントノーズ部分とリアウングでダウンフォースを確保し、他の部分ではドラッグを低下させる空力対応で、ボディカウルはできるだけ表面の凹凸を少なくしている。
特にリアウイングは、ウイング形状とウイングマウントの全面変更を行い、GRD-S72より低い位置にマウントされた。このローマウントリアウイングによって、GRD-S72よりドラッグを減少させると同時にダウンフォースを増加することに成功した。

## エンジン
当時の富士GCのエンジン規定（DOHCは自然吸気2,000cc以下/SOHCは自然吸気2,500cc以下/ターボチャージャー搭載は1,600cc以下/ロータリーエンジンは換算係数2倍で2,500cc以下）の関係と、シグマの創業者である加藤眞が元々トヨタ自動車（当時はトヨタ自工）出身であったという事情から、設計当初は加藤の伝を頼りトヨタの1,600cc・2T-Gターボを搭載する予定だった。しかしトヨタから2T-Gターボの供給を断られてしまったため、他のエンジンが搭載可能な設計に変更された。
GC73に搭載されたエンジンは、2,000ccのコスワース・BDAと三菱・R39B、そしてロータリーのマツダ・12Aの3種類。しかしながら1973年の富士GC・第3戦を前にした公開練習中にサスペンショントラブルが発生し、安全性確保ができていないということで全車参戦を取りやめた。その結果三菱・R39B搭載車の実戦への参戦はなかった。
MC73に搭載されたエンジンは、トヨタ・2T-Gの自然吸気型とマツダ・12Aの2種類である。2T-Gは、GC第1戦のみに使用された。

## GCとMCの違い
当時メイクス世界選手権は製造者またはメイクにタイトルがかかるのは2リットル超 (第10および第11クラス) のスポーツカーであった。当時の国際自動車連盟の国際スポーツ法典では、公認生産車 (A部門) およびスポーツカーが属する試験的競技車 (B部門) のロータリーエンジンと過給エンジンは、排気量にそれぞれレシプロエンジン換算2.0と自然吸気エンジン換算1.4を乗じるとしていた。そのため、トヨタ・2T-Gターボは換算排気量2240立方センチメートル、マツダ・12Aは換算排気量2292立方センチメートルとなり、MC73は第10クラス (2.0リットル超から2.5リットルまで) の最低車両重量をクリアする必要があった。最低車両重量に関しては、バラスト搭載で対応した。
ボディカウルに関しては、スポーツカーの規定でリアタイヤの後方は地上から20センチメートル以下まで覆うことが要求されていた。そのためリアカウルがGC73と異なる。またル・マン（サルト・サーキット）の6kmストレート（ユノディエール）対策として、前面投影面積削減のため富士GC用に取り付けられていたリアウイングへのガイドフィンを廃止した。このガイドフィンの廃止は、ル・マン後GC73にも反映された。
フロントカウルには、ヘッドライトがフロントカウル前面のフェンダ部とセンター部に合計6灯追加された。
サスペンションのアップライトのホイールとの結合は、タイヤ交換頻度が国内の耐久レースより多くなるので、タイヤ交換の楽なセンターロック方式（1個のナットでホイールを固定）を採用したが、容量が少なく本番で焼き付きが発生した。
設計者の小野昌朗は「GC73とMC73は外観が似ているがシャシーは全く別物。MC73はグループ6の規則に合わせシャシーが左右対称。GC73はグループ7なので対称でなくてもいい。富士スピードウェイは右回りのレイアウトなので、燃料タンクが右側に大きく偏った設計にした。サスペンションなどは基本的に同じ」と証言している。

## レースでの成績

### MC73
MC73のレース参戦は1973年のみ。
- 1973年
  - 3月　富士GC・第1戦（富士300キロスピードレース）
シグマオートモーティブから高橋晴邦のドライブで参戦。エンジンはトヨタ・2T-GのNA。予選29位/決勝リタイヤ。実質的にはMC73のシェイクダウンテストに近い状況での参戦。
  - 6月　ル・マン24時間
シグマオートモーティブから生沢徹/鮒子田寛/パトリック・ダル・ボ（Patrick Dal Bo ）のドライブで参戦。エンジンはマツダ・12A。予選14位を獲得。決勝では、約10時間30分後クラッチトラブルでリタイヤ。
  - 7月　全日本富士1,000kmレース
シグマオートモーティブからパトリック・ダル・ボ/森のドライブで参戦。エンジンはマツダ・12A。予選5位/決勝39位。ル・マン24時間レース仕様での参戦。
  - 10月　富士GC・第4戦（富士マスターズ250キロスピードレース）
シグマオートモーティブから生沢徹のドライブで参戦。エンジンはマツダ・12A。決勝11位。カウルはGC仕様に変更。
  - 11月　富士GC・第5戦（富士ビクトリ200キロスピードレース）
マツダオート東京から岡本安弘のドライブで参戦。決勝では、スタート直後のバンクでの事故に巻き込まれ、車体が炎上し焼失してしまう[3]。

### GC73
- 1973年
  - 3月　富士GC・第1戦（富士300キロスピードレース）
シグマオートモーティブから生沢徹が参戦。エンジンはブライアン・ハートチューンのコスワースBDA（以下ハートBDA）。デビューレースの予選でポールポジションを獲得する快挙を成し遂げるが、決勝は24周でリタイヤ。
  - 6月　富士GC・第2戦（富士グラン300キロスピードレース）
シグマオートモーティブから生沢徹が参戦。エンジンはハートBDA。このレースは2ヒート制で開催され、第1ヒート26位/第2ヒート20位で総合25位。
  - 9月　富士GC・第3戦（富士インター200マイルレース）
このレースから、生沢徹以外に漆原レーシングから漆原徳光が（エンジンは三菱・R39B）、マツダオート東京から寺田陽次郎が参戦（エンジンはマツダ・12A）。漆原レーシングとマツダオート東京にシグマオートモーティブはマシンを売却。しかしながら、公開練習時にバンクでサスペンショントラブルが発生し、安全性確保のためGC73は全車参戦を中止する。漆原は、マシンをシグマオートモーティブに返却する。
  - 10月　富士GC・第4戦（富士マスターズ250キロスピードレース）
サスペンション改修を実施したマシンでシグマオートモーティブから高橋晴邦が（エンジンはハートBDA）、マツダオート東京から岡本安弘が参戦（エンジンはマツダ・12A）。なお前記の通り、MC73で生沢も参戦。決勝は、高橋8位/岡本9位。参加した3台とも完走を果たす。
  - 11月　富士GC・第5戦（富士ビクトリ200キロスピードレース）
シグマオートモーティブから高橋晴邦が（エンジンはハートBDA）、マツダオート東京から寺田陽次郎が参戦（エンジンはマツダ・12A）。決勝は、高橋9位/寺田リタイヤ。寺田は、ロータリーエンジン搭載マシンで初めて予選で1分50秒を切るタイムを記録して予選7位を確保。
- 1974年
第1次オイルショックの影響を受け、富士GCの開幕戦が3月から5月に順延。また6月の第2戦の富士グラン300キロは、2ヒート制で開催されたが、第2ヒートの事故のため第1ヒートの結果が最終結果となった。マツダオート東京からは、岡本安弘と寺田陽次郎が交代で富士GCに参戦、岡本安弘がシリーズランキング9位を獲得した。エンジンは全車マツダ・12Aを使用した。
  - 3月　富士GC・第1戦（富士300キロスピードレース）
マツダオート東京から岡本安弘が参戦。決勝11位。
  - 6月　富士GC・第2戦（富士グラン300キロスピードレース）
マツダオート東京から寺田陽次郎が、沢田レーシングから沢田稔が参戦。第1ヒートの結果は、寺田：16位/沢田：リタイヤ。第2ヒートは、スタート直後の接触事故で風戸裕・鈴木誠一のマシンがクラッシュし炎上したため中止（2人とも死亡）。（この第2ヒートがGC第3戦としてポイント対象であったが中止）この事故の影響を受けて、以後富士ではバンクを使用しない右回りのショートコース・4.3kmでレースが開催される。
  - 8月　富士500マイルレース
マツダオート東京から寺田陽次郎・岡本安弘組が、沢田レーシングから沢田稔・杉山組が参戦。寺田・岡本組は優勝/沢田・杉山組は4位。GC73の初優勝。
  - 9月　富士GC・第4戦（富士インター200マイルレース）
マツダオート東京から岡本安弘が、沢田レーシングから沢田稔が参戦。第1ヒートの結果は、岡本：2位/沢田：リタイヤ。岡本の2位は富士GCにおけるシグマ製マシンの最高成績[4]。
  - 10月　富士GC・第5戦（富士マスターズ250キロスピードレース）
マツダオート東京から寺田陽次郎が、沢田レーシングから沢田稔が参戦。決勝は、寺田：9位/沢田：リタイヤ。
  - 11月　富士GC・第6戦（富士ビクトリ200キロスピードレース）
マツダオート東京から岡本安弘が参戦。決勝9位。
- 1975年
富士GC・全5戦の中で2ヒート制が2回（第1戦、第3戦）、3ヒート制が1回（第4戦）に実施された。マツダオート東京からは、昨年同様寺田陽次郎と岡本安弘が交互にGC73で参戦。（ゼッケンNo.77）場合によっては、1974年にル・マンに参戦したシグマ・MC74で両名とも参加するケースがあった。（MC74はゼッケンNo.78）フロントカウルをムーンクラフトにてドラッグの少ない形状に変更。エンジンは前年に引き続き、全車マツダ・12Aを使用。
  - 3月　富士GC・第1戦（富士300キロスピードレース）
マツダオート東京から寺田陽次郎が参戦。第1ヒート12位/第2ヒート9位。
  - 6月　富士GC・第2戦（富士グラン250キロスピードレース）
マツダオート東京から岡本安弘と河野譲が参戦。決勝は、岡本・河野ともリタイヤ。
  - 9月　富士GC・第4戦（富士インター200マイルレース）：2ヒート制
マツダオート東京から寺田が参戦。第1/第2ヒートともリタイヤ。
  - 10月　富士GC・第5戦（富士マスターズ250キロスピードレース）：3ヒート制
マツダオート東京から岡本が参戦。決勝は、第1ヒート12位/第2ヒート9位/第3ヒート13位。
  - 11月GCレース第6戦（富士ビクトリ200キロスピードレース）
マツダオート東京から寺田が参戦。決勝5位。
- 1976年
ロータリーエンジンの参戦基準が富士GC第1戦から緩和された。従来の「換算係数2倍で換算排気量2,500cc以下」から「換算係数2倍で換算排気量3,000cc以下」となり、実質的には換算係数1.5倍の特例措置が採られた。このことによって、13B（換算係数2倍で2,616cc/換算係数1.5倍で1,962cc）でのGC参戦が可能となった。マツダオート東京は、この年ペリフェラル吸気ポートの13Bエンジンで参戦した。
  - 3月　富士GC・第1戦（富士300キロスピードレース）
マツダオート東京から岡本安弘が参戦。決勝リタイヤ。
  - 6月　富士GC・第2戦（富士グラン250キロスピードレース）
マツダオート東京から寺田陽次郎が参戦。決勝リタイヤ。
  - 9月　富士GC・第3戦（富士インター200マイルレース）
マツダオート東京から岡本が参戦。決勝4位。
  - 10月　富士GC・第4戦（富士マスターズ250キロスピードレース）
マツダオート東京から寺田が参戦。決勝11位。
  - 11月　富士GC・第5戦（富士ビクトリ200キロスピードレース）
マツダオート東京から岡本が参戦。決勝9位。
- 1977年
GC73での参戦のラストシーズン。マシンは、リアウイングのウイングガイドの形状変更を実施。この年から寺田陽次郎のみがGCに参戦するようになった。エンジンは引き続きマツダ・13Bを使用。
  - 3月　富士GC・第1戦（富士300キロスピードレース）
マツダオート東京から寺田陽次郎が参戦。決勝リタイヤ。
  - 6月　富士GC・第2戦（富士グラン250キロスピードレース）
マツダオート東京から寺田が参戦。決勝7位。
  - 7月　富士LD・第2戦（富士250キロレース）
マツダオート東京から寺田/荻原組が参戦。決勝リタイヤ。
  - 9月　富士GC・第3戦（富士インター200マイルレース）
マツダオート東京から寺田が参戦。決勝リタイヤ。
  - 10月　富士GC・第4戦（富士マスターズ250キロスピードレース）
マツダオート東京から寺田が参戦。決勝リタイヤ。
  - 12月　富士LD・第2戦（全日本富士500マイルレース）
マツダオート東京から寺田/荻原組が参戦。決勝6位。